# Susana Arreguín Amezcua
Susana Arreguín Amezcua es una deportista mexicana que compitió en taekwondo. Ganó una medalla de plata en el Campeonato Panamericano de Taekwondo de 2000 en la categoría de –47 kg.

## Palmarés internacional
| Campeonato Panamericano | Campeonato Panamericano | Campeonato Panamericano | Campeonato Panamericano |
| Año                     | Lugar                   | Medalla                 | Categoría               |
| ----------------------- | ----------------------- | ----------------------- | ----------------------- |
| 2000                    | Oranjestad (Aruba)      | Medalla de plata        | –47 kg                  |